# Randans
Randans (en francès Randan) és un municipi francès situat al departament del Puèi Domat i a la regió d'Alvèrnia-Roine-Alps. L'any 2007 tenia 1.477 habitants.

## Demografia

### Població
El 2007 la població de fet de Randan era de 1.477 persones. Hi havia 583 famílies de les quals 186 eren unipersonals (93 homes vivint sols i 93 dones vivint soles), 194 parelles sense fills, 134 parelles amb fills i 69 famílies monoparentals amb fills.
La població ha evolucionat segons el següent gràfic:
Habitants censats

### Habitatges
El 2007 hi havia 714 habitatges, 601 eren l'habitatge principal de la família, 43 eren segones residències i 70 estaven desocupats. 638 eren cases i 72 eren apartaments. Dels 601 habitatges principals, 422 estaven ocupats pels seus propietaris, 156 estaven llogats i ocupats pels llogaters i 23 estaven cedits a títol gratuït; 8 tenien una cambra, 29 en tenien dues, 100 en tenien tres, 203 en tenien quatre i 260 en tenien cinc o més. 443 habitatges disposaven pel capbaix d'una plaça de pàrquing. A 303 habitatges hi havia un automòbil i a 223 n'hi havia dos o més.

### Piràmide de població
La piràmide de població per edats i sexe el 2009 era:
| Homes | Edats   | Dones |
| ----- | ------- | ----- |
| 4     | 95 o +  | 4     |
| 0     | 90 a 94 | 24    |
| 4     | 85 a 89 | 32    |
| 12    | 80 a 84 | 48    |
| 48    | 75 a 79 | 44    |
| 44    | 70 a 74 | 48    |
| 28    | 65 a 69 | 32    |
| 36    | 60 a 64 | 20    |
| 40    | 55 a 59 | 48    |
| 24    | 50 a 54 | 48    |
| 20    | 45 a 49 | 32    |
| 36    | 40 a 44 | 24    |
| 68    | 35 a 39 | 44    |
| 56    | 30 a 34 | 52    |
| 36    | 25 a 29 | 44    |
| 28    | 20 a 24 | 28    |
| 28    | 15 a 19 | 20    |
| 32    | 10 a 14 | 32    |
| 56    | 5 a 9   | 28    |
| 44    | 0 a 4   | 32    |

## Economia
El 2007 la població en edat de treballar era de 873 persones, 586 eren actives i 287 eren inactives. De les 586 persones actives 496 estaven ocupades (271 homes i 225 dones) i 90 estaven aturades (39 homes i 51 dones). De les 287 persones inactives 101 estaven jubilades, 66 estaven estudiant i 120 estaven classificades com a «altres inactius».

### Ingressos
El 2009 a Randan hi havia 596 unitats fiscals que integraven 1.351,5 persones, la mediana anual d'ingressos fiscals per persona era de 16.341 €.

### Activitats econòmiques
Dels 90 establiments que hi havia el 2007, 3 eren d'empreses alimentàries, 5 d'empreses de fabricació d'altres productes industrials, 19 d'empreses de construcció, 21 d'empreses de comerç i reparació d'automòbils, 5 d'empreses de transport, 3 d'empreses d'hostatgeria i restauració, 7 d'empreses financeres, 1 d'una empresa immobiliària, 6 d'empreses de serveis, 17 d'entitats de l'administració pública i 3 d'empreses classificades com a «altres activitats de serveis».
Dels 26 establiments de servei als particulars que hi havia el 2009, 1 era una gendarmeria, 1 oficina de correu, 1 una oficina bancària, 2 tallers de reparació d'automòbils i de material agrícola, 1 autoescola, 1 paleta, 4 guixaires pintors, 1 fusteria, 5 lampisteries, 3 electricistes, 1 perruqueria, 1 veterinari, 1 restaurant, 2 agències immobiliàries i 1 saló de bellesa.
Dels 11 establiments comercials que hi havia el 2009, 1 era una botiga de més de 120 m², 1 una botiga de menys de 120 m², 3 fleques, 1 una carnisseria, 2 llibreries, 2 drogueries i 1 una floristeria.
L'any 2000 a Randan hi havia 26 explotacions agrícoles que ocupaven un total de 720 hectàrees.

## Equipaments sanitaris i escolars
El 2009 hi havia 1 farmàcia i 1 ambulància.
El 2009 hi havia 1 escola maternal i 2 escoles elementals.

## Poblacions més properes
El següent diagrama mostra les poblacions més properes.